# Söderhamn (Gemeinde)
Koordinaten: 61° 18′ N, 17° 3′ O

Söderhamn ist eine Gemeinde (schwedisch kommun) in der schwedischen Provinz Gävleborgs län und der historischen Provinz Hälsingland. Der Hauptort der Gemeinde ist Söderhamn.
Durch die Gemeinde führt die Europastraße 4 und die Eisenbahnstrecke Gävle–Sundsvall.

## Geographie
Die Gemeinde Söderhamn erstreckt sich als 40 bis 70 km breiter Küstenstreifen etwa 80 Kilometer entlang der Ostseeküste. Zur Gemeinde gehören auch die der Küste vorgelagerten Schären.
Das Gemeindegebiet wird weitgehend von der leicht gewellten Küstenebene eingenommen. Im nördlichen Teil der Gemeinde befindet sich der Hauptort Söderhamn, der an der Mündung des Flusses Söderhamnsån in den Bottnischen Meerbusen liegt. Durch das Zentrum der Gemeinde fließt der Fluss Ljusnan, der von Westen kommend zwei größere Seen, Bergsviken und Marmen, bildet, bevor er bei Ljusne in die Ostsee mündet.

## Wirtschaft
Söderhamn ist eine Industriegemeinde, in der die holzverarbeitende Industrie dominiert. Abgesehen vom Hauptort sind Ljusne, Vallvik und Sandarne wichtige Industrieorte. In der Gemeinde befinden sich sechs Häfen, wovon Orrskär der wichtigste ist.

## Orte
Die Orte sind größere Ortschaften (tätorter):
| - Bergvik - Ljusne - Marmaverken - Mohed - Sandarne - Skog | - Söderala - Söderhamn - Sunnäs - Vallvik - Vannsäter |  |

Daneben gibt es noch weitere kleinere Dörfer.

## Persönlichkeiten
- Torsten Olof Wikén (1912–1995), Mikrobiologe